# منير كيال
منير كيال (1931 - 6 فبراير 2020) كاتب وباحث ومؤرخ سوري.

## ولادته وتعليمه
ولد في الشاغور عام 1931، وختم قراءة القرآن وهو في الخامسة من عمره، وعند التحاقه «بمدرسة التجهيز» للمرحلة الابتدائية قُبل في الصف الثالث وحصل على الشهادة الابتدائية عام 1946، وتابع تعليمه في مدرسة «التجهيز الثانية» وحصل على الشهادة الثانوية عام 1952، ثم التحق بقسم الجغرافيا في كلية الآداب جامعة دمشق وتخرج عام 1962.

## عمله
حصل على إجازة في الجغرافيا من جامعة دمشق، وعمل مديرًا لثانويات دمشق، ومديرًا لتعادل الشهادات في وزارة التربية، وكان عضوًا في جمعية البحوث والدراسات باتحاد الكتاب العرب، بدأ اهتمامه بتوثيق تاريخ دمشق منذ كان طالبًا في الجامعة حيث كان من هواياته التصوير الفوتوغرافي، فكان يجوب شوارع وحارات وأسواق دمشق يلتقط الصور ويُدوّن حواراته مع الناس ليجد نفسه استغرق في البحث والتوثيق عن كل ما يتعلق بدمشق، وكان أول كتبه «رمضان وتقاليده الدمشقية» الذي طبع عام 1974.

## مؤلفاته
من مؤلفاته:
- فنون وصناعات دمشقية دراسة 1958.
- الحمامات الدمشقية- دراسة- 1964. طبعه ثانية عام 1988.
- جغرافية الوطن العربي- دراسة- 1965.
- رمضان وتقاليده الدمشقية- دراسة- 1973. طبعة ثانية عام 1991 بعنوان رمضان في الشام أيام زمان.
- بترول العرب وقومية المعركة- دراسة 1973.
- يا شام: في التراث الشعبي- دراسة 1984.
- حكايات دمشقية- دراسة- 1987.
- درر الكلام في أمثال أهل الشام، دراسة 1992.
- بابات مسرح الطفل، كركوز وعيواظ في نصوص موثقة 1995.
- الصناعات السورية التقليدية – دراسة 1978.
- المرأة في المثل الشعبي الشامي.